# Testmanagement
Testmanagement beschreibt den Prozess der Planung, Organisation, Überwachung und Dokumentation von Testaktivitäten. Durch Testmanagement wird sichergestellt, dass ein Produkt oder eine Anwendung gemäß den Anforderungen funktioniert.

## Ziele
Das Ziel des Testmanagements besteht in der Sicherstellung der Funktionalität und Qualität einer Software.
Werden im Rahmen des Testmanagements möglichst viele Fehler gefunden und behoben, ist dies sowohl kosten- als auch zeiteffizient. Da eine Testabdeckung von 100 Prozent in der Regel unwirtschaftlich ist, werden circa 85 bis 90 Prozent angepeilt, um Sonderfälle abzudecken. Mithilfe des Testmanagements wird somit nicht die Abwesenheit von Fehlern ermittelt, sondern das Vertrauen in die Software-Qualität gesteigert, indem Fehler in der unternehmerischen Software aufgedeckt werden.
Testmanagement bedeutet eine systematische und effiziente Planung von Testaktivitäten, um die Qualität eines Systems zu sichern und vorhandene Risiken beurteilen und minimieren zu können.

## Erfolgsfaktoren
Erfolgsfaktoren für gutes Testmanagement sind:
- Ein Experten-Know-how für Testmanagement (z. B. zertifiziert nach ISTQB) ist im Unternehmen bzw. im Projekt vorhanden
- Das Entwicklungsmodell und seine Auswirkungen auf Testmanagement sind definiert
- Ein detailliertes abgestimmtes Testkonzept liegt vor
- Es besteht eine Testorganisation mit festgelegten Rollen und Verantwortlichkeiten.
- Der Testprozess und das Fehlermanagement sind beschrieben und umgesetzt.

## Standards und Normen

### ISO/IEC 29119
Die Zielsetzung der ISO/ IEC 29119 Software Testing besteht darin, eine Norm zu entwickeln, die die Testbegriffe, den Testprozess, die Testdokumentation und Testtechniken definiert und aufeinander abstimmt.

### IEEE 829
Der aktuelle Standard IEEE 829:2008 soll für ein agiles, ebenso wie für ein konventionelles systematisches Vorgehen geeignet sein und bezieht sich genauso auf Systeme wie Software.

## Testmanagement-Software
Ein Testmanagement-Tool ist eine Software, die verwendet wird, um Tests zu verwalten, die zuvor durch ein Testverfahren spezifiziert wurden.
Testmanagement-Software verwendet dazu Templates zur Beschreibung der Testfälle und der Testfallprozeduren, die beschreibt, welche Testaktivität zu welchem erwarteten Testergebnis führen soll. Bei der Testdurchführung wird dann geprüft, ob das erwartete Testergebnis eingetroffen ist oder nicht. Bei Abweichungen oder Fehlern erfolgt (idealerweise im selben Tool ohne Medienbruch) die Möglichkeit des Fehlermanagements.